# Steinbutte
Die Steinbutte (Scophthalmidae) sind eine Familie der Plattfische (Pleuronectiformes). Alle Arten bis auf eine leben im nordöstlichen Atlantik, in der Ostsee, im Mittelmeer und im Schwarzen Meer. Lediglich Scophthalmus aquosus lebt im nordwestlichen Atlantik von Florida bis nach Neufundland.

## Merkmale
Die Augen liegen auf der linken Körperseite. Die Rückenflosse beginnt über dem oberen Auge, die Basen der Bauchflossen sind auf beiden Seiten gleich lang. Das Seitenlinienorgan zieht sich in einem großen Bogen über die Brustflossen. Steinbutte sind Raubfische, die ein für Plattfische verhältnismäßig großes Maul mit einem massiven Unterkiefer haben. Die größte Art, der Steinbutt (Psetta maxima), wird maximal einen Meter lang. Die anderen Arten erreichen Längen von 12 bis 75 Zentimetern.
Steinbutte werden kommerziell gefischt.

## Gattungen und Arten
- Gattung Lepidorhombus Günther, 1862
  - Gefleckter Flügelbutt (Lepidorhombus boscii (Risso, 1810))
  - Flügelbutt (Lepidorhombus whiffiagonis (Walbaum, 1792))
- Gattung Phrynorhombus
  - Zwergbutt (Phrynorhombus norvegicus Günther, 1862)
- Gattung Scophthalmus Rafinesque, 1810
  - Sandbutt (Scophthalmus aquosus (Mitchill, 1815))
  - Steinbutt (Scophthalmus maxima (Linnaeus, 1758))
  - Schwarzmeer-Steinbutt (Scophthalmus maeotica (Pallas, 1814))
  - Glattbutt (Scophthalmus rhombus (Linnaeus, 1758))
- Gattung Zeugopterus Gottsche, 1835
  - Haarbutt (Zeugopterus punctatus (Bloch, 1787))
  - Südlicher Zwergbutt (Zeugopterus regius (Bonnaterre, 1788))